# SLAC National Accelerator Laboratory
El SLAC Nacional Accelerator Laboratory (Laboratorio Nacional de Aceleradores SLAC), originalmente nombrado Stanford Linear Accelerator Center (Centro del Acelerador Lineal de Stanford), o SLAC, es un laboratorio nacional del Departamento de Energía de los Estados Unidos (DOE) dedicado a la investigación científica. Su administración corre a cargo de la Universidad de Stanford, bajo la dirección de la Oficina de Ciencia de la Energía del DOE y está localizado en Menlo Park, California.
La investigación llevada a cabo en SLAC se centraba originalmente en la  física experimental y teórica de  partículas elementales; posteriormente, se ha desarrollado un extenso programa de investigación en áreas que utilizan la radiación sincrotrón, como la física atómica, física del estado sólido, química, biología, y medicina.

## Historia

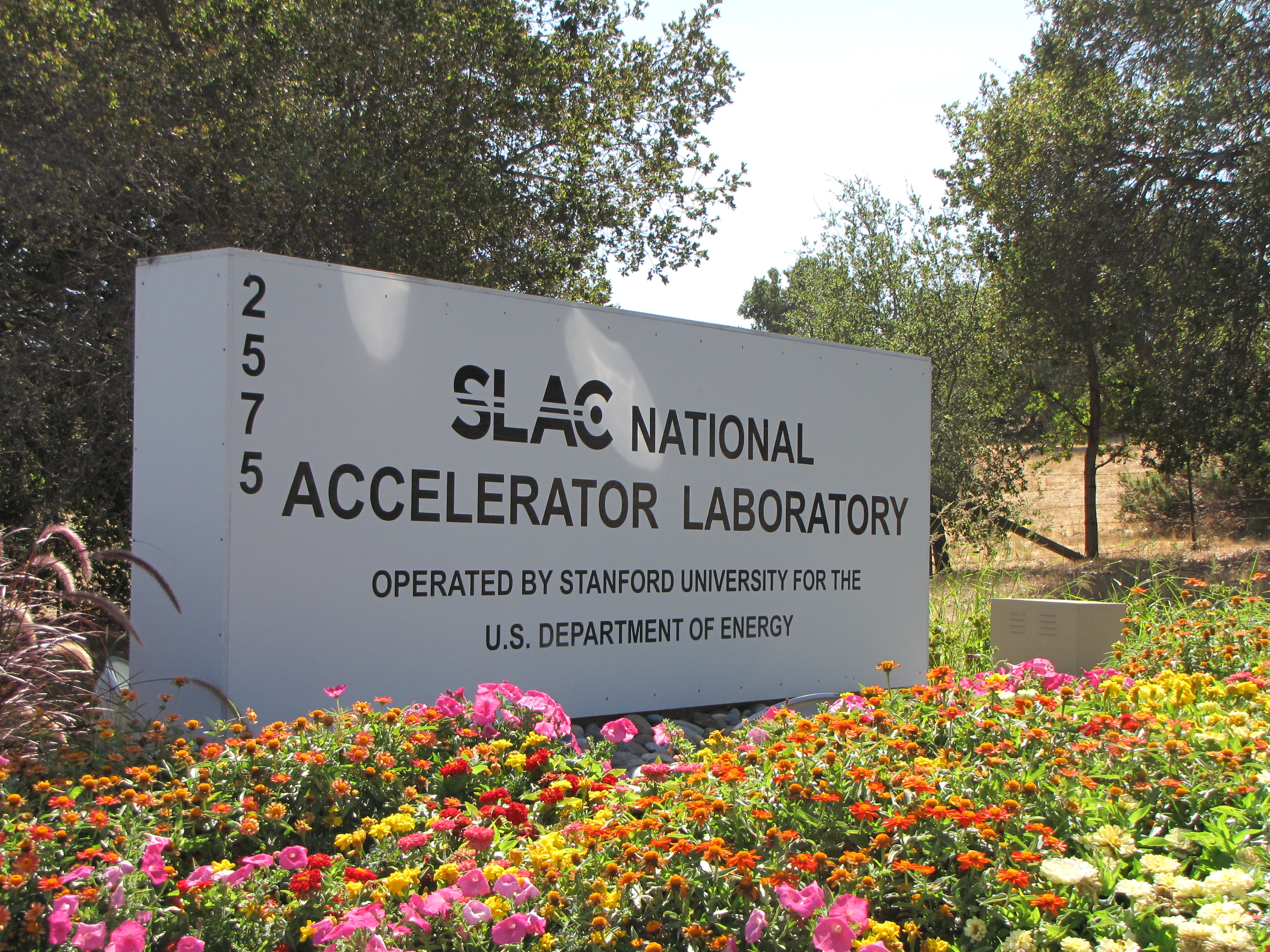
La entrada a SLAC en Menlo Park

Fundada en 1962 como Stanford Linear Accelerator Center ('Centro del Acelerador Lineal de Stanford'), la instalación ocupa 172 ha en los terrenos pertenecientes a la Universidad de Stanford en Menlo Park, al oeste del campus universitario.  El acelerador lineal principal tiene una longitud de 3219 m y fue durante mucho tiempo el acelerador lineal más largo del mundo; ha estado en funcionamiento desde el año 1966.
Los proyectos de investigación en SLAC estaban en un principio enfocados principalmente en la física de partículas. Los experimentos llevados a cabo en el laboratorio en ese campo han producido tres premios Nobel de Física:
- 1976: El hallazgo del mesón J/ψ y del quark encantado.[3]
- 1990: La confirmación de la presencia de quarks en los protones y neutrones.[4]
- 1995: El descubrimiento de la partícula tau.[5]

Además de las instalaciones dedicadas a la investigación científica, SLAC proporcionó un lugar de encuentro para el club Homebrew Computer, un grupo de aficionados a la electrónica y ordenadores que fue el crisol de la revolución del ordenador personal a finales de los años 70 y principio de los 80. En 1984, la Sociedad Americana de Ingenieros Mecánicos (ASME), conjuntamente con el Instituto de Ingeniería Eléctrica y Electrónica (IEEE) designó el laboratorio como lugar de interés histórico nacional. SLAC desarrolló y, en diciembre de 1991, puso en funcionamiento el primer servidor de la red informática mundial (WWW) fuera de Europa.
En la primera mitad de los años 90, el Colisionador Lineal de Stanford, construido entre 1983 y 1987, fue un instrumento clave para investigar las propiedades del bosón Z. Por aquel entonces, el sincrotrón SPEAR, instrumento donde se descubrieron el mesón J/ψ  y la partícula tau, había dejado de utilizarse para el estudio de partículas elementales, y se empleaba a tiempo completo para el estudio de materiales inorgánicos y biológicos por radiación sincrotrón. El Laboratorio de Radiación Sincrotrón de Stanford (SSRL), conformado en los 70 como el Proyecto de Radiación Sincrotrón de Stanford (SSRP) para realizar estos experimentos, se convirtió en una división de SLAC en 1992. Esta diversificación de la investigación llevada a cabo en el laboratorio dio como fruto la elucidación de la estructura molecular de una enzima clave para el proceso de la transcripción genética, trabajo por el que se otorgó el Premio Nobel de Química a  Roger D. Kornberg en 2006.
En octubre de 2008, el Departamento de Energía anunció el cambio de nombre del centro a SLAC National Accelerator Laboratory; la nueva denominación representaba mejor las nuevas direcciones de investigación del laboratorio y le daba al gobierno control legal sobre el nombre del laboratorio, mientras que la inclusión del acrónimo SLAC en el nombre propio impedía una ruptura con los logros históricos del laboratorio.

## Instalaciones científicas

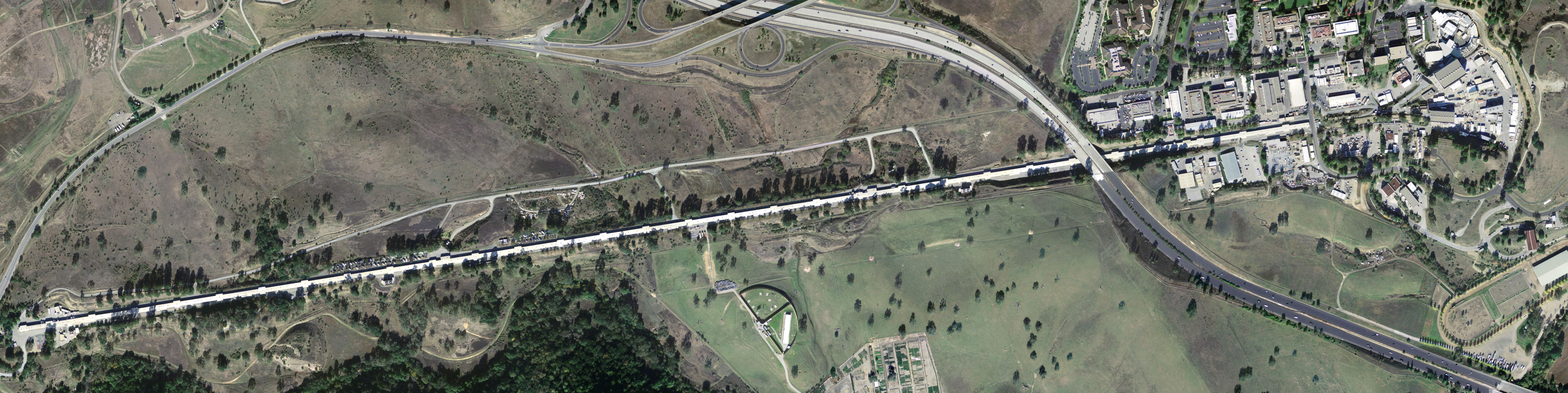
Foto aérea del Laboratorio Nacional de Aceleradores SLAC

### Acelerador lineal

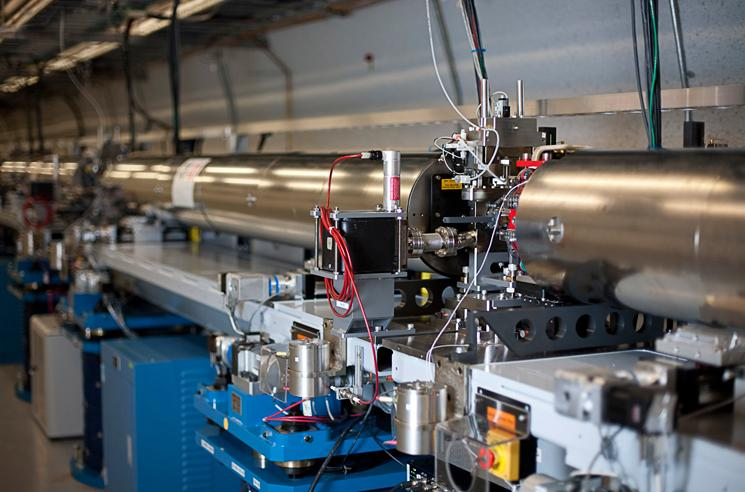
Túnel del acelerador

El acelerador principal es un acelerador lineal que puede acelerar electrones y positrones hasta una energía de 50 GeV. Con una longitud de unos 3.2 km fue durante mucho tiempo el acelerador lineal más largo en el mundo. El acelerador se encuentra unos diez metros bajo tierra y pasa por debajo de la autopista interestatal 280. La galería de klistrones, situada encima del acelerador, es el edificio más largo de los Estados Unidos.

### Colisionador lineal

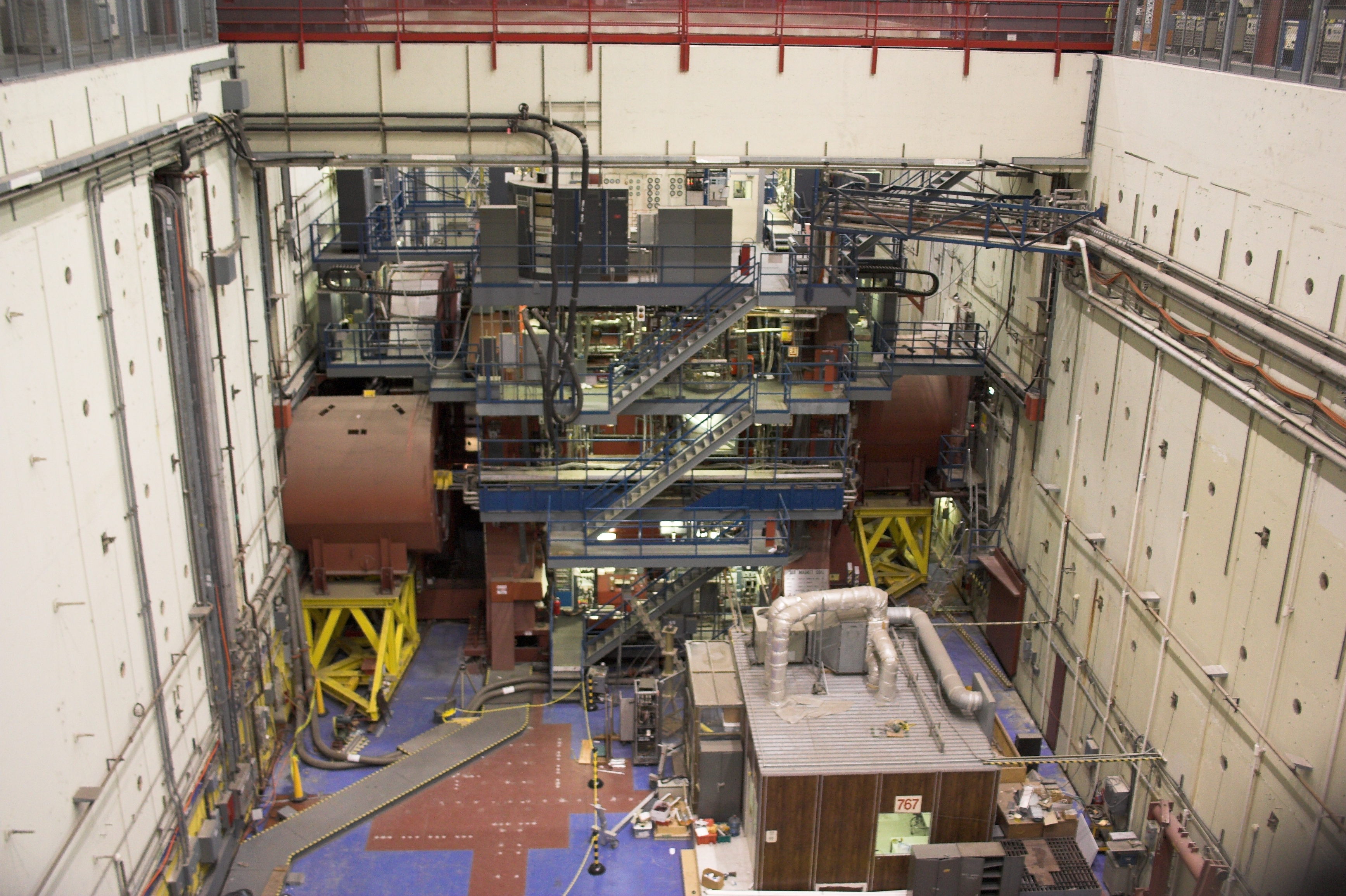
Fosa y detector en el Colisionador Lineal de Stanford

El Colisionador Lineal de Stanford (Stanford Linear Collider o SLC) era un acelerador lineal utilizado para estudiar y caracterizar las partículas producidas en colisiones de haces de electrones y positrones. La energía del centro de masa de masa de los haces era de aproximadamente 90 GeV, igual a la masa del bosón Z, para cuyo estudio se diseñó el acelerador.
Barrett Milliken descubrió las huellas del bosón Z el 12 de abril de 1989, analizando los datos grabados el día anterior por el detector Mark II. La mayoría de los datos posteriores sobre la nueva partícula se obtuvieron con el Detector Grande (SLAC Large Detector), en funcionamiento entre 1991 y 1998. A pesar de que el LEP, construido por la Organización Europea para la Investigación Nuclear (CERN), eclipsó hasta cierto punto al SLC, el haz de electrones altamente polarizado (casi en un 80 %) del SLC posibilitó algunos experimentos especializados, como la medida de la violación de la paridad del acoplamiento bosón Z-quark b.

### Positron-Electron Project (PEP)
El Proyecto Positrón-Electrón (Positron-Electron Project o PEP) se puso en marcha en 1980. Consistía en un anillo de almacenamiento donde se alcanzaban energías de colisión de hasta 29 GeV. PEP llegó a contar con seis detectores de partículas en funcionamiento, utilizados por unos trescientos investigadores. PEP se paró en 1990, y en 1994 comenzó la construcción de PEP-II, formado por dos anillos de almacenamiento de 2 km de circunferencia, en los que electrones y positrones circulaban a diferentes energías, para facilitar el estudio de la violación de la simetría CP y explicar por qué la materia predomina sobre la antimateria en el universo. PEP-II entró en funcionamiento en 1998, y un año después empezó el experimento BaBar para examinar la desintegración de los mesones B producidos en las colisiones. PEP-II cesó de operar en 2008.

### Stanford Synchrotron Radiation Lightsource (SSRL)

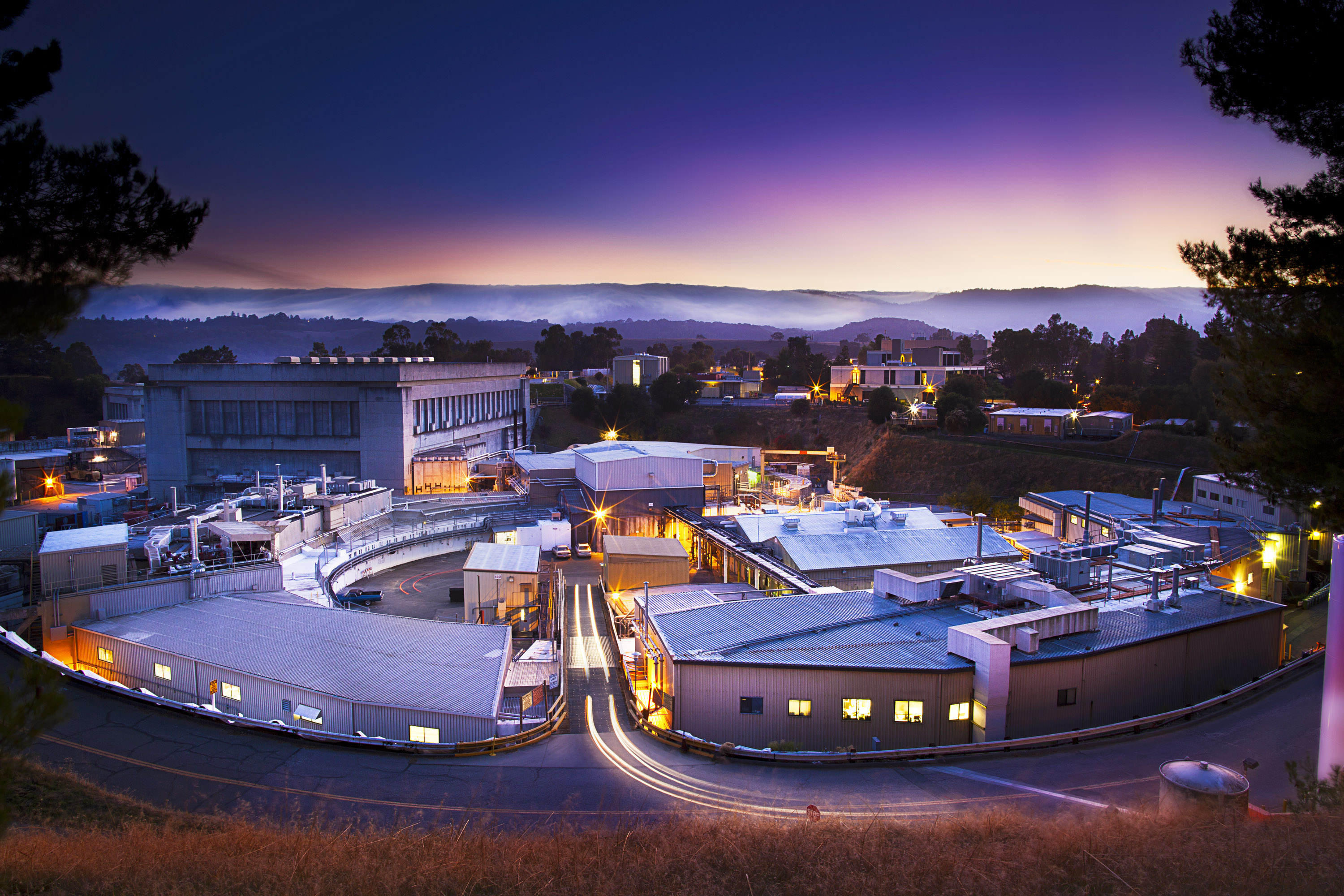
SSRL

El Stanford Synchrotron Radiation Lightsource (SSRL) es una fuente de radiación sincrotrón emitida por el acelerador SPEAR, un anillo de almacenamiento inicialmente utilizado para experimentos de física de partículas, como los que llevaron al descubrimiento del mesón J/ψ. El acelerador ha sido renovado en dos ocasiones, la primera en 1974, para incrementar la energía del haz de partículas, y la segunda en 2004, para aumentar la intensidad del haz de luz sincrotrón; tras la última reconstrucción, el acelerador recibe el nombre de SPEAR-3. Desde 1990 se usa exclusivamente para experimentos de ciencia de materiales y biología.

### Telescopio Espacial de Rayos Gamma Fermi
SLAC ha desempeñado una función primordial en la misión y operación del Telescopio Fermi, puesto en órbita en junio de 2008. Esta misión busca entender los mecanismos de aceleración de partículas en galaxias activas, púlsares, y restos de supernovas y encontrar y estudiar fuentes de rayos gamma en el universo.

### Kavli Institute for Particle Astrophysics and Cosmology (KIPAC)
El Instituto Kavli para la Astrofísica de Partículas y Cosmología (Kavli Institute for Particle Astrophysics and Cosmology o KIPAC) fue fundado en 2003 por la Universidad de Stanford con el propósito de combinar la información y conocimiento adquirido en las disciplinas de física de partículas, astrofísica y cosmología. Las actividades del instituto están repartidas entre SLAC y el campus de Stanford.

### Instituto PULSE
El instituto PULSE es un laboratorio independiente de Stanford ubicado en SLAC.  El instituto fue fundado en 2005 para ayudar a los científicos de la universidad y de SLAC a desarrollar técnicas y aplicaciones científicas para los rayos X pulsados producidos en el LCLS.

### Linac Coherent Light Source (LCLS)

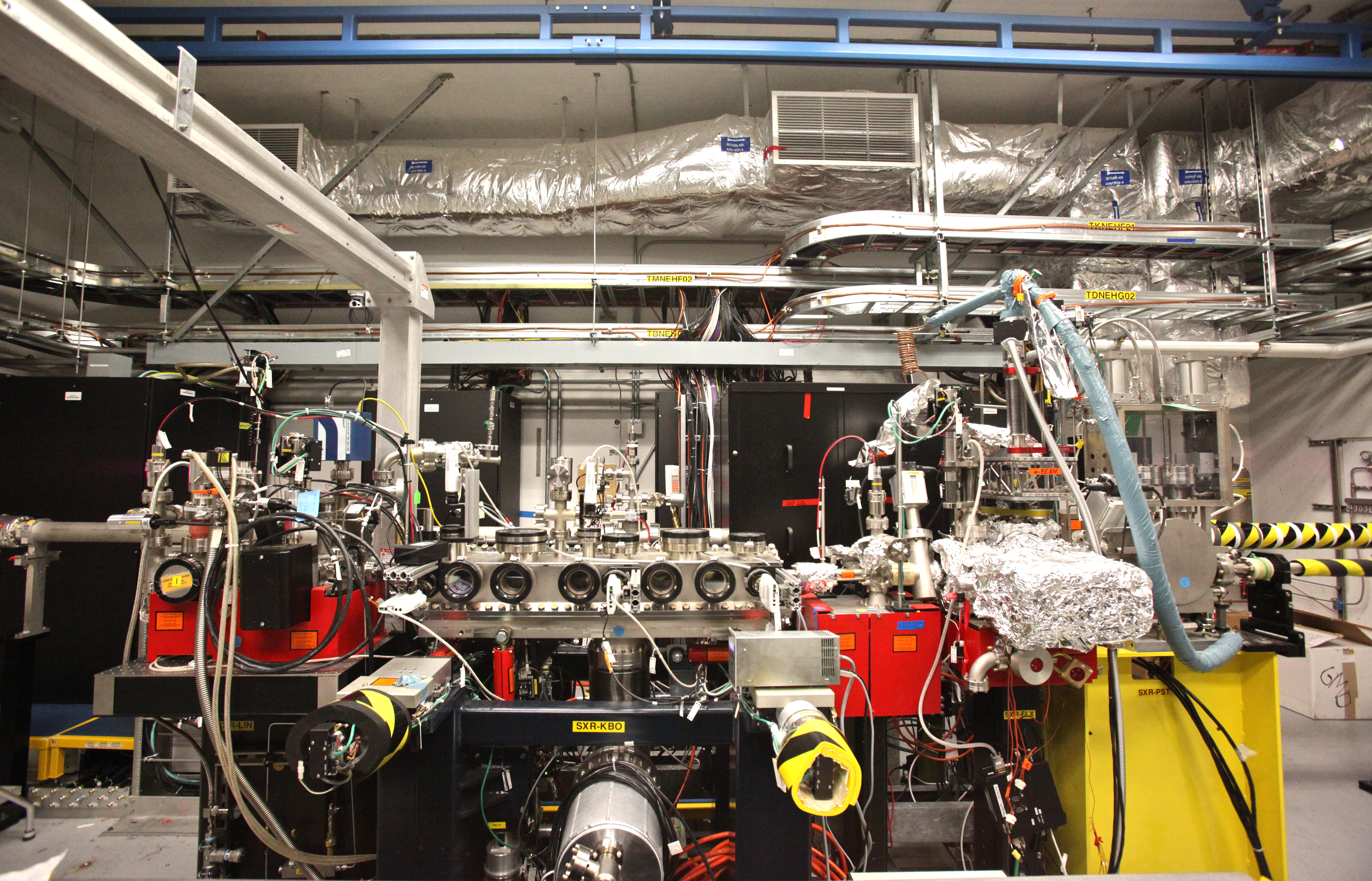
Línea de luz en el LCLS

El LCLS (Linac Coherent Light Source o Fuente de Luz Coherente de Linac) es un láser de electrones libres de rayos X localizado en SLAC.  El LCLS utiliza el último tercio del acelerador lineal de SLAC para acelerar un haz de electrones, que generan radiación millones de veces más intensa que la de un sincrotrón al atravesar un ondulador. La radiación es emitida en pulsos de menos de 100 femtosegundos, lo que permite capturar y estudiar en detalle cambios en el estado de átomos y moléculas. Los primeros experimentos tuvieron lugar en 2009. A fecha de 2016 hay seis estaciones experimentales en funcionamiento, usadas por centenares de investigadores en campos que van desde la ciencia de materiales, medicina, física, química, biología y ciencias del media ambiente.

### LCLS II
En 2013, tras la puesta en marcha del LCLS, comenzaron los planes para construir un nuevo instrumento, LCLS II, para ampliar las capacidades del LCLS. El Departamento de Energía de los Estados Unidos aprobó el plan en 2014 y la construcción empezó dos años más tarde. El acelerador del LCLS II ocupa los 700 primeros metros del acelerador lineal de SLAC y alimenta dos onduladores que generan radiación de baja (200 eV-1.5 keV) y alta (1-5 keV) energía respectivamente. La frecuencia del haz pulsado producido por la nueva fuente es de 1 MHz, muy por encima de la del LCLS (120 Hz) y la duración del pulso es ajustable entre 1 y 100 femtosegundos. El LCLS II posibilita nuevos experimentos para estudiar reacciones fotoquímicas, el estudio a alta resolución de la estructura de materiales en condiciones extremas de presión y temperatura y el desarrollo de nuevos medicamentos y materiales.

### Facility for Advanced Accelerator Experimental Tests (FACET)
En 2012, los dos primeros tercios del acelerador lineal se rededicaron a un nuevo instrumento para el desarrollo de nuevos aceleradores y estudio de materiales nombrado FACET (Facility for Advanced Accelerator Experimental Tests). FACET crea haces de corta duración y sección pequeña y es una herramienta idónea para el estudio de aceleradores de plasma.

### Next Linear Collider Test Accelerator (NLCTA)
El Next Linear Collider Test Accelerator (NLCTA) es un acelerador lineal de electrones capaz de impartir energías entre los 60 y 120 MeV. Se utiliza para experimentos con técnicas avanzadas de aceleración y manipulación del haz de partículas.